# 이수지 (작가)
이수지(Suzy Lee, 1974년 2월 9일 ~ )는 대한민국의 그림책 작가이다. 한국과 영국에서 서양화와 북아트를 공부했고, 세계 여러 나라에서 그림책을 출간했다.
대표작으로는 《선》, 《이렇게 멋진 날》, 《파도야 놀자》, 《검은 새》, 《여름이 온다》 등이 있다.

## 생애
1974년 서울에서 태어났으며 서울대학교 서양화과를 졸업하고 영국 런던의 캠버월 예술대학 북아트 석사 과정을 밟았다. 수 코(Sue Coe) 작가의 《말콤X》를 통해 아트북이라는 개념을 접한 그녀는 회화와 이야기를 접목시키기 위해 노력했다. 다른 인상 깊은 그림책으로는 엔조 마리의 《시소》를 꼽았다.

## 작품
- 《이상한 나라의 앨리스》 2002, 꼬라이니[3]

## 수상
- 《이 작은 책을 펼쳐봐》, 보스턴글로브 혼 북 명예상[2]
- 《그림자 놀이》, 뉴욕타임스 우수 그림책[2]
- 2004년 볼로냐 국제아동도서전 '올해의 일러스트레이터'[3]
- 2008년 《파도야 놀자》, 뉴욕타임스 우수 그림책[2]
- 2019년 《강이》, 제60회 한국출판문화상 '어린이청소년 부문'[4]
- 2021년 《우로마》, 볼로냐 라가치상 '스페셜 멘션'[5]
- 2022년 《여름이 온다》, 볼로냐 라가치상 '스페셜 멘션'[5][6]
- 2022년 한스 크리스티안 안데르센 상 '일러스트레이터 부문'[6][7]
- 2022년 인촌상 언론·문화 부문